# Bebe (Tessaglia)
Bebe (in greco antico: Βοίβη?) era una città dell'antica Grecia ubicata in Tessaglia, menzionata da Omero nel catalogo delle navi dell'Iliade, dove veniva considerata parte dei territori governati da Eumelo.

## Storia
Strabone dice che si trovava sulle rive del lago Bebeide e che un tempo era una delle città che dipendevano da Demetriade. Stefano di Bisanzio la qualifica come polis. Secondo Talbert esisteva come polis ancora nel 293 a.C.